# مارکو کاساگرانده
 مارکو کاساگرانده (انگلیسی: Marco Casagrande؛ زادهٔ ۷ مهٔ ۱۹۷۱) یک معمار اهل فنلاند است.